# Bes (moneta)
Il bes era una moneta di  bronzo emessa eccezionalmente durante la Repubblica romana. 
Il bes, valutato due terzi dell'asse (8 once), fu battuto soltanto nel  126 a.C. da C. Cassio assieme al dodrante, un'altra denominazione molto rara che era valutata tre - quarti dell'Asse.
La moneta presenta al dritto la testa di Libero a destra con una corona di vite, dietro il segno del valore: S ••. Al rovescio c'è la prua di nave tipica della monetazione romana in bronzo con l'indicazione del magistrato monetario C.CASSI sopra, ROMA sotto, e la stessa indicazione del valore davanti.
Il monetario oltre al bes ed al dodrante, ha emesso anche un denario ed un  quadrante. Di quest'ultima moneta è noto un solo esemplare nella collezione capitolina.
Le monete hanno i seguenti tipi e simboli:
| Denario   | Roma dx e urna per le votazioni dietro                      | Libertà su quadriga, pileo nella mano destra |
| Dodrante  | Vulcano dx, con pileo e tenaglie sulla spalla, S ••• dietro | Prua con nome del monetario e valore         |
| Bes       | Libero dx, S •• dietro                                      | Prua con nome del monetario e valore         |
| Quadrante | Ercole dx, •••                                              | Prua con nome del monetario e valore         |

Probabilmente è il figlio del Gaio Cassio Longino che fu console nel 124 a.C.
L'urna e i riferimenti alla Libertà dovrebbero alludere alla Lex Cassia tabellaria del 137 a.C. che introdusse il voto segreto per i processi popolari.

## Classificazione
- Babelon: Cassia 3
- Sydenham: 504
- Crawford: 266/3